# Masters of War
Pistes de The Freewheelin' Bob Dylan
Girl from the North Country Down the Highway
Masters of War est une chanson de Bob Dylan parue en 1963 sur l'album The Freewheelin' Bob Dylan. Sa mélodie provient de la chanson populaire anglaise Nottamun Town. Ses paroles sont une adresse pleine de colère à l'égard des marchands d'armes, et des "masters of war" (les dirigeants militaires ou politiques décideurs des guerres) ; en parlant des mauvaises interprétations parfois faites de ses paroles, Dylan a déclaré :

« [Masters of War] n'est pas une chanson contre la guerre. Elle critique ce qu'Eisenhower appelait un complexe militaro-industriel au moment où il quittait la présidence. C'était dans l'air du temps, et je l'ai repris. »

## Reprises
- Judy Collins sur l'album Judy Collins #3 (1964)
- Odetta sur l'album Odetta Sings Dylan (1965)
- José Feliciano sur l'album A Bag Full of Soul (1966)
- Julie Felix sur l'album Julie Felix (1964)
- Valérie Lagrange sur l'album Chez moi (1981)
- Roger Taylor sur l'album Strange Frontier (1984)
- Mark Arm Sur le single The Freewheelin' Mark Arm
- The Jeevas sur l'album Cowboys and Indians (2003)
- Pearl Jam sur l'album Live at Benaroya Hall (2004)
- RPWL sur l'album The RPWL Expérience (2008)
- Younes Elamine sur l'album Épisodes (2013)
- Ed sheeran
- Wannes Van de Velde - Oorlogsgeleerden (2000)
- The Avener (2018)

## Dans la culture populaire
La chanson est présente dans le film Triple Frontière (2019) ainsi que dans l'épisode 4 de la série d'Amazon prime video The Terminal list (2022).